# Arbeitsstelle (Straße)

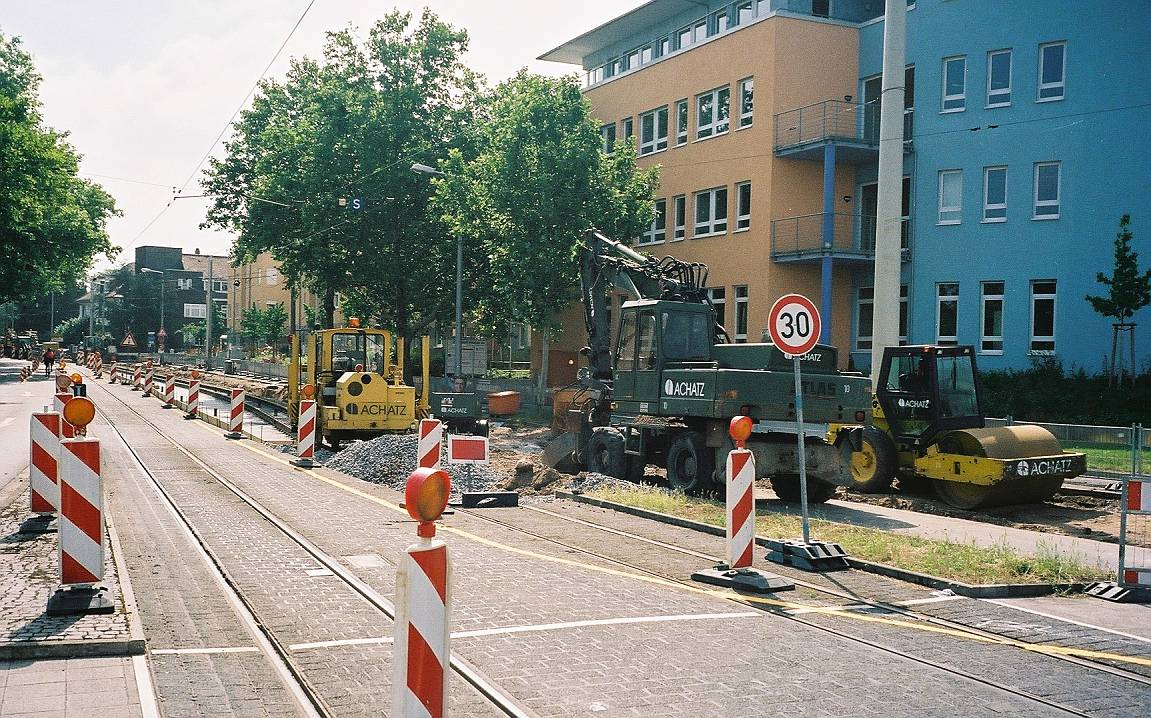
Arbeitsstelle an einer Straße

Gefahrzeichen 123 Arbeitsstelle gem. Anlage 1 zu Abs. 6 und 7 StVO, sog. Baustellenschild.

Bei einer Arbeitsstelle handelt es sich um eine Straßenverkehrsfläche, die vorübergehend ganz oder teilweise für den Verkehr gesperrt wird. Grund für die Absperrung können sowohl Arbeiten an der Straße selbst (wie beispielsweise eine Fahrbahnsanierung) als auch Arbeiten aller Art in, neben, unter oder über der Straße (wie beispielsweise Kanalbauarbeiten, Grünpflege oder Vermessungsarbeiten) sein.
Dieser Bereich muss entsprechend abgesichert werden, um den Verkehrsteilnehmer und die an der Arbeitsstelle beschäftigten Personen zu schützen. Grundsätzlich lassen sich Arbeitsstellen von kürzerer Dauer (so genannte Tagesbaustellen) und Arbeitsstellen von längerer Dauer (so genannte Dauerbaustellen) unterscheiden.
In jedem Fall muss eine verkehrsrechtliche Anordnung bei der zuständigen Straßenverkehrsbehörde beantragt werden. Nach dem in der genehmigten Anordnung festgelegten Verkehrszeichenplan ist die Arbeitsstelle bis zu ihrer Räumung zu sichern. In regelmäßigen Abständen ist die Arbeitsstellensicherung zu kontrollieren.

## Normen und Standards
Deutschland
- Richtlinien für die Sicherung von Arbeitsstellen an Straßen (RSA 95)
- Zusätzliche technische Vertragsbedingungen für Sicherungsarbeiten an Arbeitsstellen an Straßen (ZTV-SA 97)
- Merkblatt über Rahmenbedingungen für erforderliche Fachkenntnisse zur Verkehrssicherung von Arbeitsstellen an Straßen (MVAS 99)

Österreich
- RVS 05.05.40 – Baustellenabsicherung

Schweiz
- SN 641 505a – Baustellen auf Strassen unter Verkehr
- SN 640 885c – Signalisation von Baustellen auf Autobahnen und Autostrassen
- SN 640 886 – Temporäre Signalisation auf Haupt- und Nebenstrassen